# Евреи в Киевской Руси

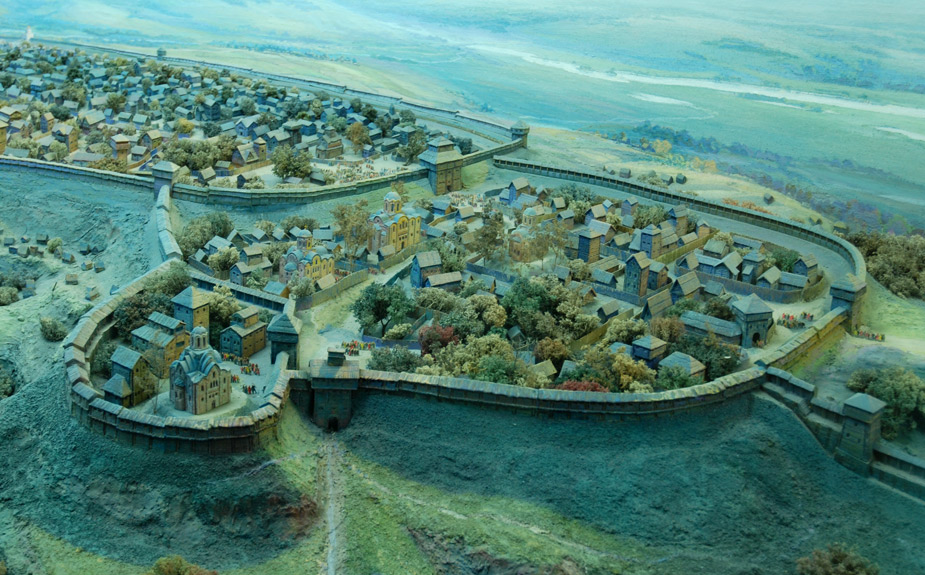
Жидовские ворота, соединяющие город Ярослава и Копырев конец. Фрагмент диорамы в Национальном музее истории Украины

Евреи в Киевской Руси появились предположительно в результате миграции из Хазарии и проживали в X—XII веках в нескольких городах вплоть до монгольского нашествия.

## Предыстория
На землях Восточной Европы, которые примыкают к Чёрному и Азовскому морям, евреи появляются впервые не позднее II—I веков до н. э. среди населения греческих полисов, впоследствии вошедших в состав Боспорского царства и Римской империи. Разговорным языком этих евреев был греческий.
Еврейские общины обладали кладбищами, синагогами, общественными строениями. В числе евреев имелись знатные горожане и воины. Известна надгробная плита воина-еврея I в. н. э., найденная в Тамани. В регион мигрировали новые этнолингвистические группы евреев. В еврейских памятниках Боспоре III—IV веков помимо греческого языка используется иврит. По сведениям Иеронима, в конце IV века в Боспорском царстве проживали евреи, бывшие потомками изгнанных во времена ассирийского и вавилонского пленений, а также участников восстания Бар-Кохбы. Еврейские надгробия V века, когда Северный Кавказ входил в состав алано-гуннской державы, не содержат греческих надписей, остаются только еврейские. То же наблюдается на еврейских надгробиях Таманского полуострова VI—VIII веков. В конце этого периода появилось большое количество еврейских памятников с традиционной символикой — менорой, жезлом Аарона, шофаром, на оборотной стороне которых наносились обозначения родовых знаков кочевых тюрок (тамга), что отражало известный по еврейским письменным источникам переход правителей и знати Хазарии в иудаизм. В течение всего этого времени Таманский полуостров оставался крупным центром сосредоточения еврейского населения. Византийский хронист Феофан под 671 годом отмечал: «…в городе Фанагория и его окрестностях около живущих там евреев проживают также и многие другие племена».
Следующий этап в истории евреев Восточной Европы связан с Хазарским каганатом, который сложился на Северном Кавказе, в VIII—IX веках распространил свою власть на обширную территорию востока Европы, в том числе обложил данью некоторые восточнославянские племена. По одной из версий, слово «жид» произошло от хазарского джихид, которое восходит к персидскому джухуд от ивритского иехуди. Исходя из этой версии и судя по этнониму «жид», который обозначает евреев у славянских народов (и в языках их соседей — венгров, румын, литовцев и др.), ранние контакты славян с евреями были установлены через хазар.

## История

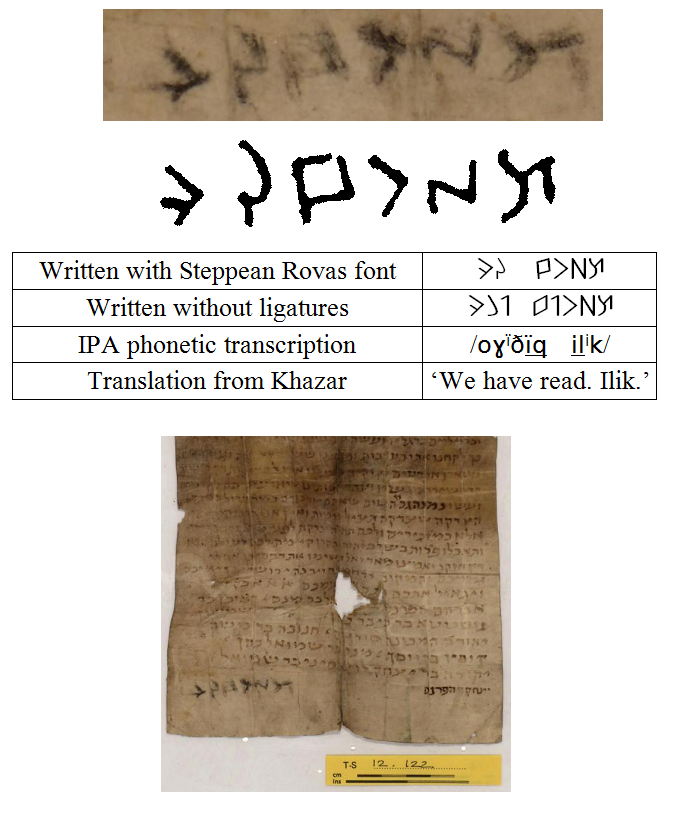
Киевское письмо. Вверху увеличенное изображение рунической надписи и её гипотетическое чтение по версии Омельяна Прицака

По данным так называемого Киевского письма из Каирской генизы, еврейская община существовала в начале X веке в Киеве. Под этим составленным на изысканном литературном иврите документе, читаются подписи двенадцати человек, написавшая его еврейская община насчитывала двенадцать семей. В Киеве находился также хазарский наместник, который контролировал переписку. Под покровительством правителей Хазарии расцвела торговля между восточными и западными странами, которая осуществлялась, в частности, и еврейскими купцами — раданитами, по сообщению географа IX века Ибн-Хурдадбиха, владевшими несколькими языками, включая славянский. Раданиты торговали рабами, шёлком, мехами, оружием и восточными пряностями. Возможно, евреи, подписавшие Киевское письмо являлись потомками раданитов. Фигурант письма Я‘аков бар Ханукка и его не названный по имени брат, которого убили разбойники во время торгового путешествия, были богатыми купцами. Некоторые евреи Киева в начале X века имели хазарские (Манар, Манас и др.) и славянские (например, Гостята) имена. В конце X века Хазарская держава была разгромлена войсками киевского князя Святослава, в результате чего еврейские общины востока Европы попали под властью князей Киевской Руси. Согласно летописному преданию, в 986 году некие хазарские евреи безуспешно предлагали киевскому князю Владимиру перейти в иудаизм.
Помимо письменных источников, сведения о ранних контактах восточных славян с евреями отражают былины, записанные в XIX веке в северных губерниях России и с определёнными искажениями передающие жизнь Киевской Руси X—XIII веков. Согласно некоторым предположениям, еврейское происхождение былина о богатом новгородском «госте» (купце) Садко. В былинах «киевского цикла» повествуется о сражениях русских богатырей против «жидовинов», вероятно, хазар. Днепр в некоторых из этих былин назван «Израй-река», возможно, от этнонима Израиль. Византийский император и историк X века Константин Багрянородный в трактате «Об управлении империей» привёл второе название Киева — Самбат, которое исследователями связывается с еврейским именем Шабтай или рекой Самбатион.
В начале XI века другое письмо из Каирской генизы упоминает остановившегося в Салониках еврейского путешественника из Руси, который не говорил ни на иврите, ни на греческом, а только «по-ханаански», то есть по-славянски.
Предположения о существовании в XI и XII веках отдельного еврейского квартала в Киеве ставятся под сомнение рядом историков. Однако, наличие в городе-крепости так называемых Жидовских ворот свидетельствует, как минимум, о торговле с евреями в этот период. Помимо Жидовских ворот В русских летописях упоминаются киевские Жидовский и Хазарский кварталы. Предполагается, что в начале XII века киевские евреи обладали не только культурным, но и существенным экономическим влиянием, что влекло за собой недовольство как их конкурентов — купцов, так и городских низов. В 1113 году после смерти князя Святополка Изяславича, покровительствовавшего киевским евреям, последние были разгромлены восставшими против княжеской администрации горожанами. В 1124 году в Киеве случился большой пожар, от которого пострадал в том числе Жидовский квартал.
Евреи проживали не только в Киеве, но и в других княжествах Руси. Существует предположение о массовой миграции евреев Хазарии на запад, на территории Галиции, Волыни и Польши после распада Хазарского каганата. Подтверждениями этого считаются сообщение 1117 года в летописи о переселении хазар из Белой Вежи (Саркела) под Чернигов и основании ими поселения Белая Вежа, а также многочисленные топонимы, включая Жидово, Жидичев, Жидова вила, Козари, Козара, Козарзевек на территории Древней Руси и Польши.
Помимо киевской еврейской общины, известна также еврейская община Чернигова, созданная в XI веке и, вероятно, во времена Черниговского княжества являвшаяся центром еврейской учёности, и Владимира-Волынского в XI—XII веках. Единственный еврей домонгольской Руси, известный в настоящее время по имени — Ице из Чернигова, упоминаемый в «Книге оникса» (ивр. «Сефер ха-шохам») английского автора конца XII — начала XIII века Моше ха-Нессия. Обсуждая глагол yabam (буква «бет» в данном случае обозначает звук «в»), который означает вступление в левиратный брак,
автор ссылается на сведения, полученные от Ицы из Чернигова о хождении на Руси слова схожего по звучанию и означавшего «соитие». Это самый ранний случай письменной фиксации русской «обсценной» лексики.
Евреи принимали активное участие в политических конфликтах в Тмутараканском княжестве. В 1079 году восставшими жителями, которых летопись называет хазарами, но среди них имелись и евреи, был захвачен в плен и отправлен в Византию князь Олег Святославич В 1094 году князь вернулся в Тмутаракань и сурово расправился с восставшими. Вне пределов торгового пути Запад-Восток евреи упоминаются в летописях очень редко. Во второй половине XII века во Владимире-на-Клязьме при дворе князя Андрея Боголюбского служил некто еврей Ефрем Моизич. Согласно другим сообщениям, иудейскую веру исповедовал также княжеский ключник Анбал Ясин («ясин» — «осетин», может быть, означало просто «кавказец»). Оба эти лица участвовали в боярском заговоре 1174 года против князя. По сообщениям летописи, во Владимире-Волынском, евреи, бывшие любимцами князя Владимира Васильковича, горько оплакивали его смерть в 1288 году. Один из документов князя Федора Смоленского (1284) заверяет печать, изготовленная гравёром Моисеем, который по мнению историков, был евреем. Ещё один не названный по имени «жидовин» являлся откупщиком налогов после того, как город Кашин Ростовского княжества был захвачен татарами и, по словам летописи, «ввёл в тягость» горожан.
Славяноязычная еврейская община Киевской Руси серьёзно пострадала от монгольского нашествия. Сильный ущерб ей нанесли и междоусобные войны на Руси. Однако в землях Великого княжества Литовского, которое в XIV веке включало Смоленск, территории современной Беларуси и северной Украины, всё еще проживали евреи, говорившие, а иногда писавшие, на славянском языке.
С XIII веках в польских и чешских городах появляются ашкеназы — выходцы из германских княжеств, говорившие на идише. Встреча с более образованными единоверцами привела к полной абсорбции западных кенаанитов через несколько поколений. С конца XIV века ашкеназы поселялись и в Литовском государстве. В XV—XVI веках их приток усилился. Вскоре идиш распространяется и среди восточных кенаанитов: евреи бывшего Великого княжества Литовского приглашали к преподаванию в своих хедерах и иешивах как коренных германских евреев-ашкеназов, так и потомков западных кенаанитов, которые к тому времени уже ашкеназировались. Малочисленное сообщество, говорившее на языке кна‘анит ассимилировалось в среде носителей идиша, но ещё в середине XV века, по сообщениям респонсов, часть еврейских жителей Бреста называла город «Брест», на славянском, а другая — «Бриск», как принято на идише.

## Язык и письменность
В еврейских средневековых источниках Восточная Европа зачастую именовалась Ханааном, подобно другим землям, еврейские названия которых были образованы от библейских топонимов; соответственно, славянский язык назывался ханаанским — кнаанит (еврейско-славянские диалекты). Считается, что кенааниты отличались от многих других еврейских общин невысоким уровнем образования. Так, в одном из писем салоникского раввина Тувии бен Элиэзера, относящемуся к началу XI века, сообщается о киевском еврее, который побывал у своего родственника в Салониках и собрался поехать оттуда в Иерусалим, но не знал ни иврита, ни греческого, ни арабского языков, а говорил только по-славянски. Он рассказывал, что из-за незнания языков путешествие для него стало трудным.
Православная литература, житийная и полемическая, свидетельствует, что религиозные споры с иудеями занимали важное место в жизни киевского духовенства вплоть до монгольского нашествия. Евреи Киева перевели с иврита на древнерусский язык библейские книги Даниэль и Эсфирь, отрывки из книг Иосифа Флавия, популярное историческое сочинение «Иосиппон», апокрифы «Исход Моисея», цикл легенд о Соломоне, «Слово Зоровавеля»; переводы дошли в поздних христианских списках.

## Община
Ряд источников упоминают общинные институты, по крайней мере, в Киеве и на Волыни. Читаются термины «парнас» (ивр. פרנס‎, Киевское письмо, строки 25, 30), «старейшины общины» (זקני הקהילה‎) и «община Руси» (קהל רוסיא‎). Контекст, в котором термин «парнас» применяется в Киевском письме, свидетельствует о существовании общинной структуры. В респонсе рабби Хаима бен Ицхака (Махараха) из книги «Посеянный свет» («Ор заруа», № 157) имеются косвенные свидетельства существовании раввинского суда на Волыни.

## Возможное наследие
Украинско-американский историк Омельян Прицак считал происхождение топонима Киев тюркским или еврейским. Киевское письмо является одним из первых документов, где упоминается название Киева (Qiyyob).
Израильский исследователь М. Таубе приводит примеры цитат, которые содержат отрывки из разговорной восточнославянской — украинской и белорусской — речи в еврейской религиозной литературе. Они датируются временем не раньше XVII века, относясь уже ко времени, когда основным, а ещё позже — уже единственным, языком еврейского бытового общения в восточной Европе был идиш. Поэтому во всех данных цитатах из сборников респонсов (ответов раввинов на вопросы касаемо религиозного права) зафиксированы только ссылки на устные свидетельства православнвх славянских соседей еврейских общин, которые приводились в судебно-правовых документах этих общин.
А. А. Алексеев, анализируя случаи употребления еврейских глосс в рукописях переводных с иврита
древнерусских текстах, приходит к выводу, что первоначально по меньшей мере часть еврейских слов, которая встречается на полях и в текстах восточнославянских библейских рукописей, могла быть записана с использованием еврейской графики. М. Шнейдер предложил смелую гипотезу, отождествив переписчика ряда средневековых астрономических сочинений — Захарию бен Аарона из Киева с «жидовином» Схарией, который по сведениям русских источников (прежде всего согласно «Просветителю» Иосифа Волоцкого) прибыл в 1470 году в Новгород в окружении киевского князя Михаила Олельковича и якобы «совратил» в иудаизм нескольких новогородских священников, в результате чего появилась называемая «ересь жидовствующих». Часть из этих рукописей была переписали для рабби Моше из Киева, наиболее раннего восточноевропейского еврейского автора, от деятельности которого сохранись известные сочинения. М. Шнейдер проанализировал комментарии Моше Киевского к каббалистическим трактатам, где читаются указания на вероятность конца света в 1492—1495 годах, — в тот период, когда православные восточные славяне с наибольшей вероятностью ожидали Второго пришествия Христа и Страшный суд. Кроме того, для трудов Моше Киевского характерно подчёркнуто положительное отношение к прозелитам.
Самый ранний дошедший рукописный учебный текст по ивриту, который написан на восточнославянском языке содержится в рукописи XVI века и происходит с территории земель Руси, входивших в состав Великого княжества Литовского (РГАДА в составе Мазуринского собрания, Ф. 196. Оп. 1. Ед. хр. № 616).